# Турх Труйт
Турх Труйт (валл. Twrch Trwyth, МФА: tuːɾχ tɾʊɨθо файле), Турх Труйд (Twrch Trwyd); Торк Триат (ирл. Torc Tríath) — персонаж кельтской мифологии, сверхъестественный вепрь. Фигурирует в сказании о Килухе и Олвен из сборника валлийских сказаний «Мабиногион» — самом раннем тексте артурианы.
Турх Труйт — грозный вепрь во главе своего потомства, состоящего из семи свиней. В сказании он назван сыном короля, человеком, которого бог обратил в кабана за грехи, как и прочих из его стада. Турх Труйт несёт между ушей драгоценные предметы — гребень, бритву и ножницы. По сюжету, герою Килуху необходимо добыть эти предметы, поэтому он подвигает своего родича Артура отправиться на охоту.

## Сюжет
Первым по времени косвенным упоминанием Турха Труйта в письменных источниках, вероятно, является выражение Torch trychdrwyt в стихотворении VII в. «Прославление Кинвелина» (Gwarchan Cynfelyn), включённом в «Книгу Анейрина» (XIII в.). В контексте стихотворения эта фраза считается метафорой охоты на вепря.
Упоминание персонажа под именем Тройт (porcus troit) присутствует в «Истории бриттов» Ненния (IX в.) в связи с одним из чудес Британии (De Mirabilibus Britanniae). В области Буелт в долине реки Уай находится груда камней (каирн), называемая Карн Кабал, на вершине которой установлен камень с вмятинами. Легенда гласит, что их оставил Кабал, пёс Артура, во время погони за вепрем, а груду сложил и поместил на неё данный камень сам Артур. Чудо заключается в том, что, куда бы камень ни уносили, через сутки он вновь сам собой оказывается поверх груды. Похоже, традиция, призванная объяснить это название, была древней уже ко времени записи легенды Неннием; этот эпизод «Истории бриттов» является самым ранним и единственным источником за пределами «Килуха и Олвен», который связывает историю о Турхе Труйте с именем Артура.

### «Килух и Олвен»
Охота на Турха Труйта подробно описана в повести «Килух и Олвен». Сложившаяся в известном виде примерно к XI веку, повесть представляет собой наиболее архаичный текст в сборнике «Мабиногион» как с точки зрения языка, так и по структуре нарратива (громоздкие перечисления, статичные персонажи etc.).
Обрамлением служит история сватовства юного героя. В предыстории беременная жена правителя одной из областей Уэльса, помутившись рассудком, бродит окрест и забредает в свиной загон. От страха перед свиньями она разрешается от бремени. Ребёнка принимает и относит во дворец свинопас. Мальчик получает имя Килух (kulhwch — «свиной загон»). Повзрослев, он сватается к Олвен, дочери Исбаддадена, повелителя великанов. Тот в качестве условия женитьбы поручает ему длинный список очень трудных, почти невыполнимых заданий (др.-валл. anoethau, от anoeth — «чудо», «диво», «нечто труднонаходимое»), сложнейшим из которых является добывание гребня и ножниц (в дальнейшем упоминается ещё и бритва), спрятанных между ушей вепря Турха Труйта. Причём, чтобы непосредственно приступить к охоте на вепря, необходимо сначала выполнить около двух десятков дополнительных квестов, без которых успех невозможен. Из 39 заданий, выданных великаном Килуху, 19 связаны с охотой на Турха Труйта.
- Добыть гребень и ножницы [и бритву], сокрытые на голове вепря Турх Труйта
  - Добыть меч Гурнаха Великана, которым только и можно убить вепря
  - Артур со своими воинами должен участвовать в охоте
  - Гиленнин, король франков, должен участвовать в охоте (вероятный прототип этого персонажа — Вильгельм Завоеватель)
  - Гарселит Ирландец, лучший охотник Ирландии, должен участвовать в охоте
  - Болх, Кифолх и Сифолх, сыновья Килидда Кифолха, должны участвовать в охоте
  - Анед и Атлем должны участвовать в охоте
  - Гвин, сын Нудда, должен участвовать в охоте
    - Под Гвином должен быть Ду («Чёрный»), конь Моро Эрведауга

  - Друдвин («Дивный белый»), щенок Грейта, сына Эри, нужен, чтобы загнать вепря
    - Только поводок Корса Канта Эвина удержит Друдвина
    - Ошейник Канастира Канллау нужен, чтобы удержать собак
    - Цепь Киллида Канастира необходима, чтобы прикрепить ошейник к поводку
    - Поводок из волос с бороды Диллуса Бородача нужен, чтобы удержать собак
    - Псарь Киледдир Уилт необходим, чтобы справиться с собаками
    - Сын Алуна Диведа должен спустить собак с поводка
    - Мабон, сын Модрон должен охотиться с собаками
      - Эйдоэл, сын Аэра, нужен, чтобы отыскать Мабона
      - Конь Гвин Мигдон должен быть под Мабоном во время охоты

Погоне за Турх Труйтом предшествует эпизод охоты на другого вепря — Исгитирвина (Yskithyrwyn Penn Beid — «Белый Клык Вождь Кабанов»). Клык Исгитирвина нужен великану, чтобы привести в порядок волосы и бороду, то есть для той же цели, что и предметы, сокрытые на Турх Труйте. Повествовательный дуплет намеренно использован рассказчиком для того, чтобы задать настроение перед последующей охотой на более могучего кабана. Интересно, что именно в этом эпизоде видна параллель к упомянутой Неннием истории: Исгитирвина загоняет Артуров пёс Кавалл.
Охота начинается в Ирландии, зе́мли которой Турх Труйт разоряет, предводительствуя стадом из семи молодых свиней. Их имена представляют собой устаревшие или диалектные валлийские обозначения свиньи и дикого кабана: Гругин («Хрюкающий») Серебряная Щетина (Grugyn Gwrych Ereint), Ллидауг Секач (Llwydawc Gouynnyat), Турх Ллавин (Twrch Llawin), Гвис (Gwys), Бано (Banw), Беннвиг (Bennwic); ещё одна не названа. По ходу сюжета выясняется, что в прошлом все они были королями, а теперь обращены Богом в свиней за свои грехи.

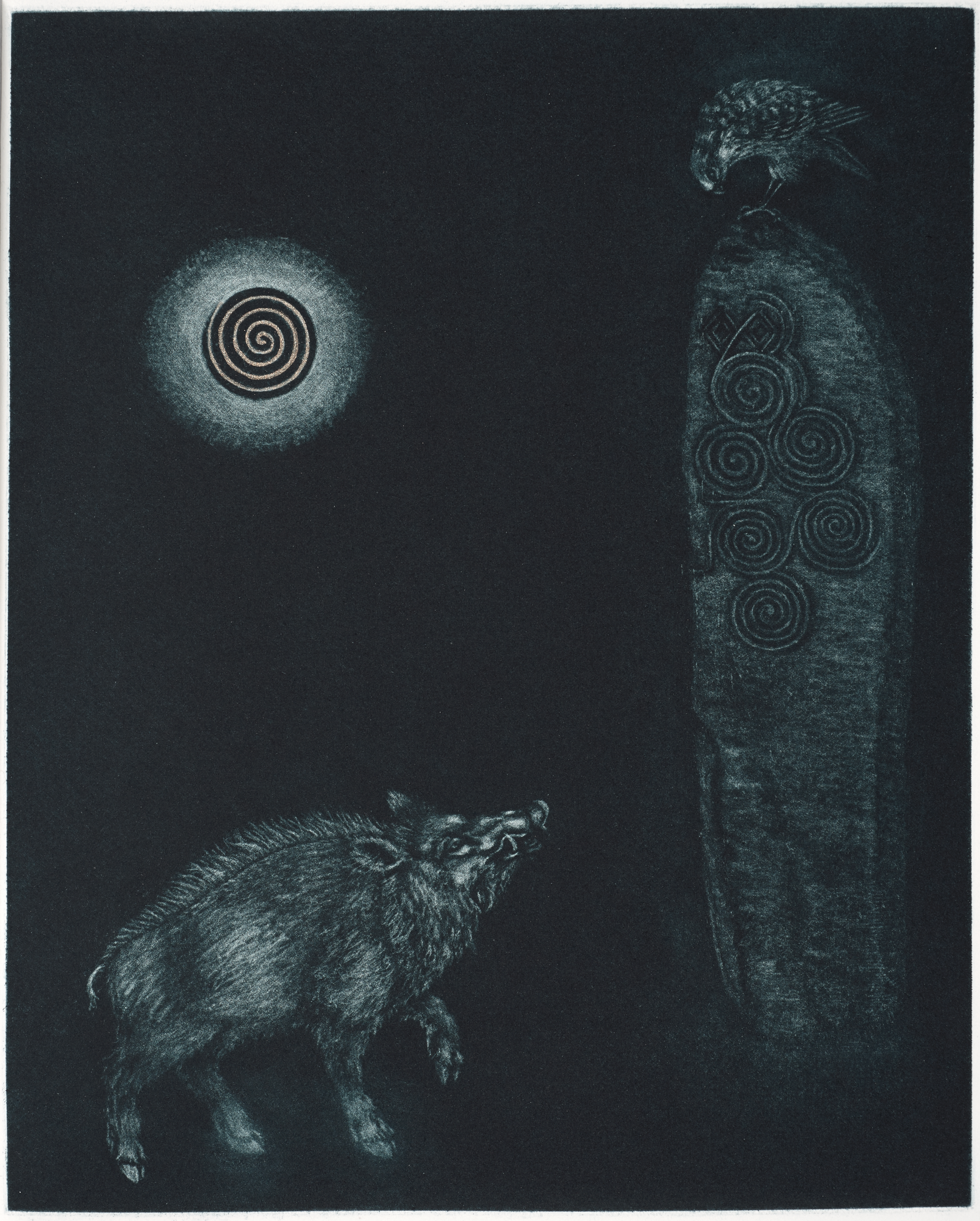
Переговоры Гурхира и Гругина. Меццо-тинто Ширли Джонс

Мену, один из соратников Артура, послан на разведку. Обратившись в птицу, он слетает к вепрю на спину и пытается выклевать спрятанные вещи, но выдёргивает одну только щетинку. В этот момент Турх Труйт являет свою ядовитую сущность: он встряхивается, и его яд попадает на Мену, который заболевает до конца дней. Поскольку добыть искомое таким образом не удаётся, Артур собирает войско со всех окрестных островов и земель и отправляется в Ирландию.
К этому времени Турх Труйт успевает опустошить треть острова. Следует вполне фольклорное описание сражений: в первый день с вепрем бьются ирландцы, но безуспешно, а Турх Труйт опустошает пятую часть Ирландии; на следующий день неудача постигает войско Артура; на третий день на битву выходит сам Артур, но после девяти дней и ночей ему удаётся убить только «самую маленькую свинью».
Попытка Гурхира, обернувшегося птицей, выторговать волшебные предметы посредством переговоров приводит только к тому, что свиньи обещают прийти в земли Артура и разорить их, «как только смогут». Турх Труйт сотоварищи ступает на землю Уэльса в Порт-Клейсе, гавани в устье реки Алун. Затем их путь пролегает через Миниу (Сент-Дейвидс), долину реки Неверн (Nevern), горы Пресели (Preseli Hills), устье реки Тауи, долину реки Лахэр (Loughor), долину реки Амман (Amman), Чёрные горы. Ценой больших потерь охотникам удаётся убить всех спутников Турх Труйта, а его самого отогнать к Северну.
Им удаётся сбросить Турха Труйта в Северн, и Мабон выхватывает у него бритву, а Киледир Уиллт — ножницы. Примечательно, что забрать эти предметы удалось в реке, на границе земли и воды, что может быть отражением в тексте неких обрядовых действий. Ритуалы совершались в лиминальных (пограничных) пространствах, например, на опушке леса или у брода, поскольку в подобных местах сверхъестественные существа теряют силу, и их можно одолеть. Однако охотники не успевают забрать гребень, так как кабан касается ногами дна, а «если он стоял на земле, ни человек, ни конь, ни пес не могли с ним совладать».
Наконец, после множества усилий и бедствий гребень отобран в Корнуолле, а Турх Труйт загнан в море, и «с тех пор о нём никто не слышал». Поскольку о гибели вепря в сказании прямо не говорится, вероятно, его могли считать бессмертным.

### Дальнейшая традиция
Аллюзии в валлийской поэзии показывают, что представление об этом гигантском мифическом кабане было распространено на обширной территории Уэльса. Киндделу упоминает его в XII в. (Keffitor ymdwr am drwyd hevelyt/ Twrch teryt y ar uwyd), а поэты благородных Грифид ап Маредидд (milwr torch trin mal aerdwrch trwyt), Рис Гох Эрири (A wnai Wilym, dreiddlym drafn/Dwrch Drwyd, â ffleimlwyd fflamlafn) и Иоло Гох (A gŵr gwynllwyd, Twrch Trwyd trin,/ Nawswyllt yn rhoi farneiswin) — в XIV веке.
Во французских романах артуровского цикла персонаж появляется в двух ипостасях: как вепрь и как рыцарь, сын короля. Вепрь Тортен (Tortain) упомянут в Livre de Caradoc, одной из частей Первого продолжения романа Кретьена де Труа «Персеваль». Волшебник Элиавр (Eliavres или Heliares) наказан за свой прошлый грех тем, что вынужден спариваться с кобылой, борзой и свиноматкой. От этих связей рождаются пёс, конь и собственно кабан Тортен. В том же тексте несколько раз фигурирует Тор, сын Ареса (Tors fils Ares). Впервые он упоминается как Тор, сын короля Ареса, в списке рыцарей Артура в романе Кретьена «Эрек и Энида».
В «Ланцелете» немецкого миннезингера Ульриха фон Цацикгофена этот персонаж выведен двояко: как Орфилет (Orphilet) и Торфиларет (Torfilaret). В Gismirante, cantare (песни) флорентийца Антонио Пуччи (XIV в.), которая во многом перекликается с историей Килуха и Олвен, присутствует дикий вепрь il porco troncascino, напоминающий о porcus troit Ненния.

## Этимология
Имя персонажа имеет параллели в ирландской традиции. В «Книге захватов» упоминается Торк Триат (Torc Tríath), «король кабаньих полчищ Ирландии» (righ torcraidhi Erenn); в «Глоссарии Кормака» — orc tréith («поросёнок царя/кабана»), что толкуется как «имя царского сына». В другой статье того же глоссария говорится, что tréith — это родительный падеж от triath («король»). В среднеирландском трактате, известном как «A Tuath Dé Miscellany», находим Triath rí torcraide («Триат, король кабанов»). В саге начала IX века есть упоминание о собрании или ярмарке под названием oenach Tuirc Thréith («собрание Торка Триата»).
Согласно В. Калыгину, оба компонента имени означают «кабан». Ср.-валл. twrch и др.-ирл. torc возводятся к пракельт. *turk’o-; ср.-валл. trwyth и др.-ирл. tríath — к пракельт. *trētos. Поскольку данные формы не имеют соответствий за пределами кельтских языков, Э. Хэмп предполагал субстратное происхождение этих и некоторых других слов, обозначавших кабана. При этом предполагается родство праформы *turk’o- с и.-е. tṷerk’ («резать»), к которому восходят древнеиндийский теоним Тваштар и авест. θβōrəxštar- («творец»), а также с и.-е. tṷork’ó-s («режущий; кабан»).
Выражение Torch trychdrwyt в стихотворении «Прославление Кинвелина» из Книги Анейрина и некоторые другие упоминания в поэзии позволяют сделать вывод, что корректной изначальной формой имени было Trwyd, а слово Trwyth возникло в результате ошибки переписчика. По мнению Дж. Риса, история об охоте изначально возникла в среде населения Южного Уэльса, говорившего на гойдельском языке, а затем была перенята бриттоязычными валлийцами. Изначальная форма имени Torc Tréith перешла в разговорный валлийский как Twrch Trwyth, о чём свидетельствует сохранение гойдельского th. В отличие от народного Trwyth, литературными валлийскими формами стали Troit (у Ненния) и Trwyd (в поэзии).
В. Эрлихман переводит имя Турха Труйта как «кабан бегущий».

## Мифологический контекст

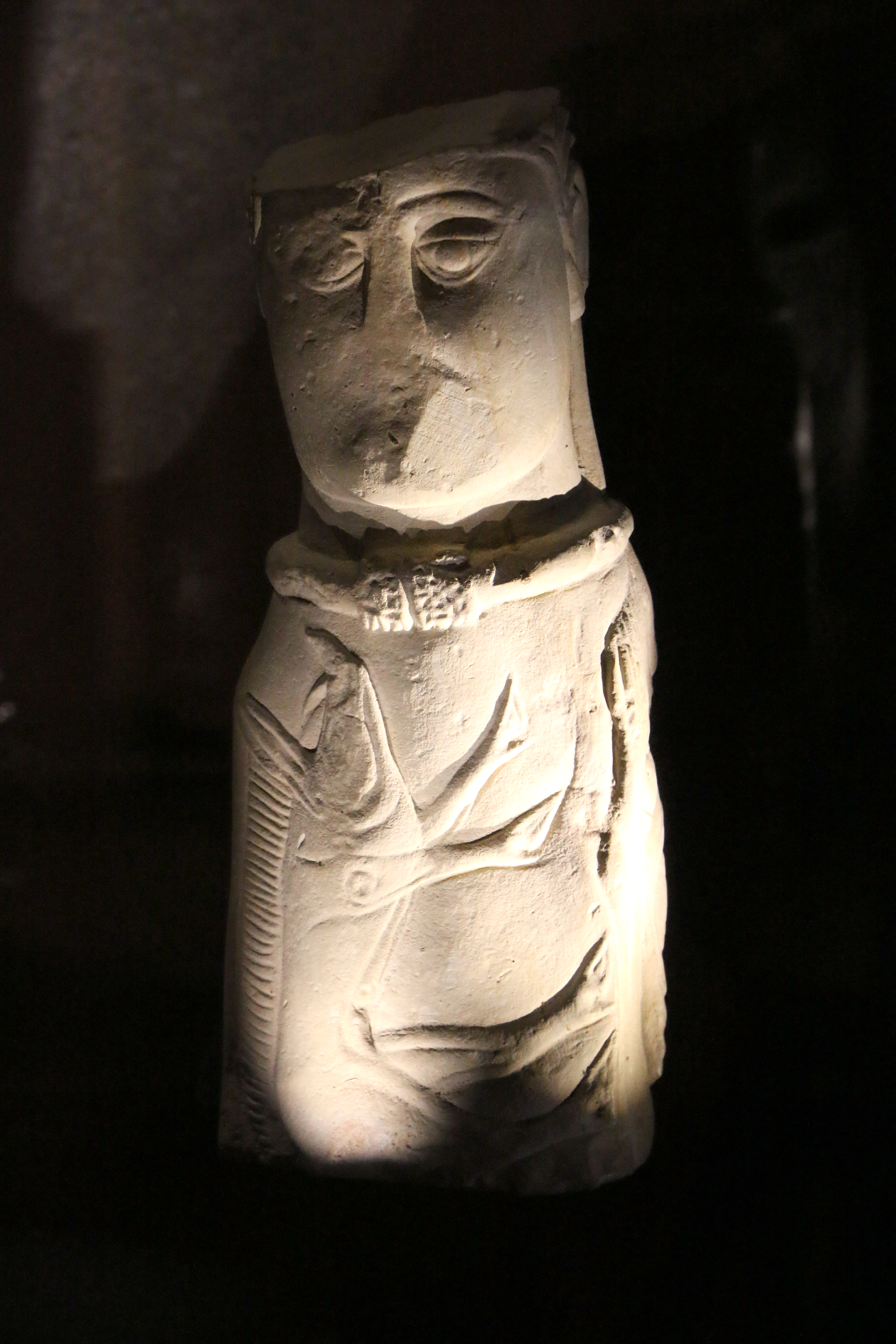
«Бог из Эффинье»

Евразийский кабан (Sus scrofa) и домашняя свинья, которая ведёт от него происхождение, играли важную роль как в диете, так и в культуре кельтов. Для индоевропейских культур характерно отношение к свинье как к хтоническому существу: животное подкапывает корни растений, может поедать падаль, поэтому связано со смертью, разложением, захоронением и нижним миром. В четвёртой ветви Мабиноги рассказывается, что свиньи были присланы в Британию из Аннуна, Иного мира. С другой стороны, свиньи питаются желудями и, учитывая особое почтение кельтов к дубу, ассоциируются с друидической мудростью.
Кости свиней, обнаруженные в погребениях, показывают, что уже в гальштатское время эти животные имели ритуальное значение. Затем есть многочисленные свидетельства их почитания в латенский период. Археология кельтских областей даёт примеры изображений как отдельных животных, так и божеств с соответствующими атрибутами. Фигура безымянного божества, известного как «бог из Эффинье», несёт кабана. Алтари галльского бога Ветерия (Veteris) в Британии украшены изображениями кабана и змеи. Другой галльский бог, отождествлённый римлянами с Меркурием, почитался как MERCURIO MOCCO. Эпитет божества родственен др.-ирл. mucc и валл. moch, что на обоих языках означает «свинья» (пракельт. *moccus).
«Свиная» природа Килуха, появившегося на свет среди свиней и получившего соответствующее имя, указывает на его связь с тотемом-кабаном. Миф, отразившийся в сказании, в изначальной форме мог повествовать о рождении героя богиней-матерью в образе свиньи и его битве с богом-отцом вепрем. Его отголоском может быть и сюжет в четвёртой ветви Мабиноги о рождении Гвидионом, обращённым в свинью, Поросёнка (Hychddwn).

### Оборотничество
В сказании о Килухе Турх Труйт назван сыном короля Тареда Вледига (Tared Wledic), человеком, которого бог обратил в кабана за грехи, как и прочих из его стада. Wledig (от валл. gwledig — «владыка») — титул, формально означающий верховную власть над Британией, но в большинстве случаев — просто почётное прозвище. Возможно, имя Таред Вледиг означает «Подземный Владыка». В тексте сказания упоминаются и иные персонажи, меняющие форму, правда, по собственной воле: это Мену и Гурхир, соратники Артура, искусные маги, обращающиеся в птиц.
Что касается обращения человека в животное по чужой воле, кельтской традиции известны подобные сюжеты. Гиральд Камбрийский передаёт рассказ ирландского священника, своего современника (XII век), об оборотнях из Оссори — людях, обречённых из-за проклятия святого Наталиса семь лет находиться в облике волков. Другой пример — случай безумного короля Суибне-гельта, превращённого проклятием святого Ронана в птицу. С другой стороны, обращение в животных могло происходить и без явного внешнего вмешательства. В «Книге Бурой Коровы» (XI в.) содержится история о Туане мак Карелле, одном из первопоселенцев Ирландии, который прожил тысячелетия в облике человека, оленя, вепря, орлана и лосося, на исходе каждой жизни как будто бы естественным образом обретая следующую форму. С точки зрения сюжета о Турхе Труйте интересно, что в образе вепря Туан был «королём кабаньих стад Ирландии».
Благодаря магико-религиозным доктринам позднего железного века, таким как древняя друидическая вера в переселение душ, или, возможно, благодаря наследию тотемизма формы магического мышления в средневековом Уэльсе приобрели те особые оттенки ассоциаций, которые отобразились в ярких метаморфозах персонажей «Мабиногиона».

### Охота
Кабан массивен и уродлив, чёрен по внешности и характеру, архетип безжалостной свирепости.  Совершенно бесстрашный, равнодушный к боли, он способен убить собаку, лошадь или человека. В художественной литературе это добыча эпического героя [...] Он изображается огромным, величиной с лошадь, глаза его широки и злобны; ужасающая пасть ощетинилась зубами: ужаснее всего – изогнутые, сверкающие клыки.
Тема охоты на кабана красной нитью проходит через всю кельтскую традицию, и тексты содержат множество упоминаний об охоте на свиней, как настоящих, так и сверхъестественных. Заметную роль она играет в сагах фенийского цикла, например, в повести о Диармайде и Грайне. Вепрь, смертельно ранивший Диармайда, своими размерами, человеческим умом и ядовитой щетиной подобен Турх Труйту. Более того, этот вепрь был заколдованным приёмным братом Диармайда, и на того был наложен пожизненный запрет (гейс) убивать кабанов. Смерти самого Финна предшествует охота на кабана Формаэла, огромного, чёрно-синего, безухого и безхвостого, один вид которого внушал смертельный ужас. Охота, напоминающая преследование Турха Труйта, кратко описана в «Реннском манускрипте» диндсенхас.
В тексте «Килуха и Олвен» присутствует персонаж, сходный с Финном, — Гвин ап Нудд, вокруг фигуры которого, вероятно, изначально складывался сюжет и которого по мере бытования сказания Артур потеснил с позиции вожака охоты. Имена Финна (др.-ирл. find/finn — «белый») и Гвина (валл. gwyn — «белый») восходят к гипотетическому общекельтскому божеству *Vind(i)os, связанному с сакральным знанием. Как и Финн, Гвин — воин и охотник; фении связаны с обитателями сидов, а Гвин живёт под холмом, и является повелителем Аннуина. «Господь поставил [его] стеречь демонов Аннуина, чтобы они не уничтожили мир». Поздний валлийский фольклор знает Гвина как предводителя призрачной дикой охоты.

### Топонимические легенды

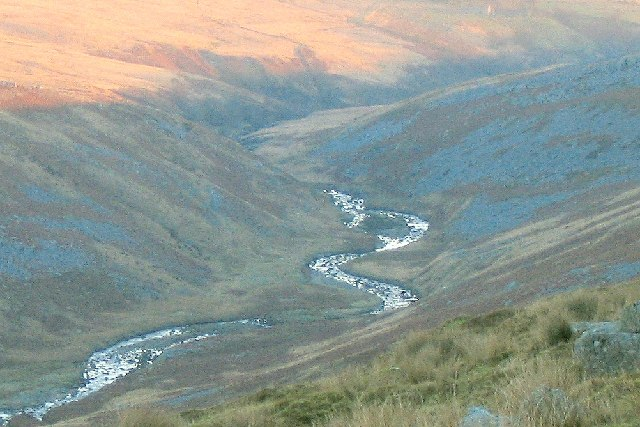
Долина Авон Турх

Вероятно, уже к IX в., принимая во внимание фрагмент из труда Ненния, история охоты на Турха Труйта имела характер топонимической легенды. Одной из целей первоначального рассказчика было объяснить некоторые географические названия Южного Уэльса. Они были увязаны с местами гибели вепрей Турха Труйта: Турха Лавина на реке Авон Турх (Afon Twrch), Гругина — в Гарт-Грегин, Гвиса — в Гуис, Бано — на реке Амман (Amman).
В этой связи примечателен сюжет в «Триадах острова Британии», в котором Артур с войском преследует свинью Хенвен, от плодов чрева которой острову предсказаны несчастья. Свинья, сопровождаемая свинопасом, останавливается в разных областях Уэльса и порождает различные сущности, как благие, так и вредоносные. Хотя описание этого преследования не служит целям топонимики, в какой-то степени оно аналогично охоте на Турха Труйта, поскольку носит этиологический характер: объясняет особенности определённых частей Уэльса и существование некоторых существ. В основе сюжета о Хенвен может лежать нарратив, сопоставимый по древности с историей Турха Труйта, либо это может быть фарсовая адаптация истории о гигантском кабане.
Другое очевидное сравнение даёт Четвёртая ветвь Мабиноги в серии географических названий, связанных с бегством Гвидиона в Северный Уэльс со свиньями Диведа. Существует также несколько историй с участием потусторонних свиней в «Старине мест». Подобные сюжеты восходят к мифу о сотворении земли из тела сверхъестественного существа и наименовании местностей по его частям, что ярко отражено, например, в эпизоде ирландского эпоса «Похищение быка из Куальнге», повествующем о поединке быков Белорогого и Бурого.

### Карнавализация
Эпизоды, в которых Артур и его воины преследуют Турха Труйта в попытке выхватить гребень и ножницы, имеют бурлескный подтекст. И кабана Турха Труйта, и великана Исбаддадена можно сравнить с чудовищными фигурами в масках, преследующими толпы гуляк на деревенской ярмарке. Подобные фигуры должны были вызывать одновременно отвращение, смех, ужас, волнение и восхищение. Они принадлежали к средневековой эстетике гротеска, который, как и сам карнавал, представлял собой ритуальную встречу с тёмными и эротическими силами земли, благодаря которой высвобождались и восстанавливались жизненные силы общества.

## Адаптации и реминисценции

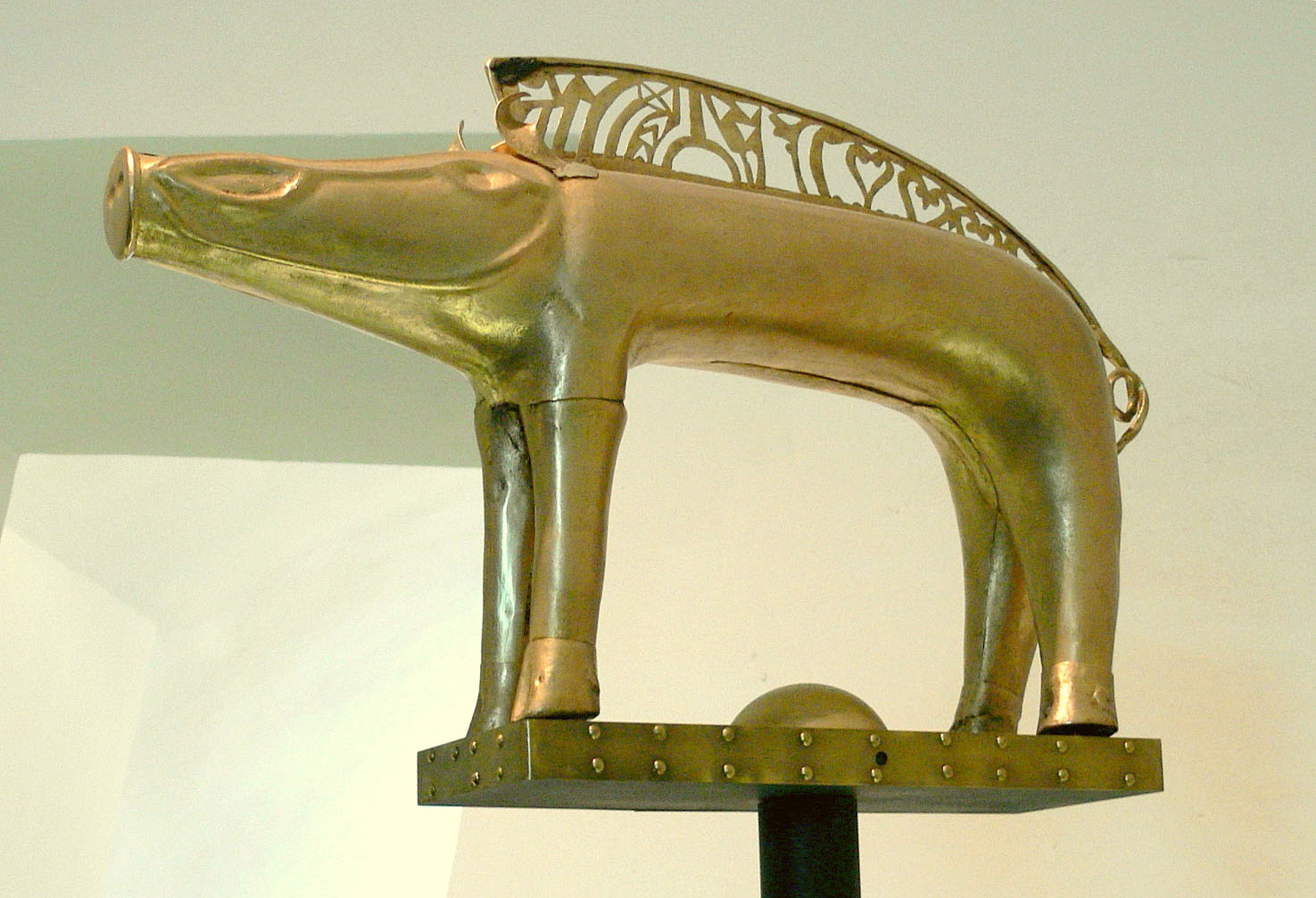
Реплика кельтского военного штандарта из Сулак-сюр-Мер (I в. до н. э.)

Преследованию Турха Труйта воинами Артура посвящена поэма Дэвида Джонса (David Jones) The Hunt (1965). На этот сюжет автор неоднократно ссылается также в другой поэме — The Sleeping Lord (1967).
В мифологическом фэнтези Роберта Холдстока «Лавондисс» (Lavondyss: Journey to an Unknown Region, 1988) один из персонажей, живущий в таинственном Райхоупском лесу, видит среди множества мифаго («идеализированных образов мифического создания», по сути — архетипов), которых рождает лес, и гигантского кабана Турха Труйта: «его щетина срывала листья с веток, клыки полосовали стволы деревьев». Видел он и «воинов из середины Европы, принадлежавших культуре железного века, чья жестокость и флаг с диким кабаном вызвали к жизни рассказы об охоте на гигантских животных». В романе «Лес Мифаго» (Mythago Wood, 1984) того же автора фигурирует мифаго Урскумуг, огромный враждебный человек-вепрь.
В 1988 году поэт Гвин Томас и иллюстратор Маргарет Джонс подготовили «Culhwch ac Olwen», переложение древнего сказания на современный валлийский для детей, а также англоязычную версию под названием «The Quest for Olwen». Последняя легла в основу мультфильма «В поисках Олуэн» (1990), сценаристом которого выступил сам Томас. Охота на Турх Труйта показана в мультфильме достаточно кратко. Кабан выступает здесь без своей свиты. Отряд Артура закидывает Турха Труйта копьями, но те застревают в его густой щетине. Разъярённый зверь разбрасывает в стороны большинство воинов, кроме увернувшегося Килуха, и прыгает с обрыва в море. Мабон верхом на коне ныряет за ним и ухитряется под водой выхватить из щетины гребень, бритву и ножницы. Дальнейшая судьба Турх Труйта не показана.

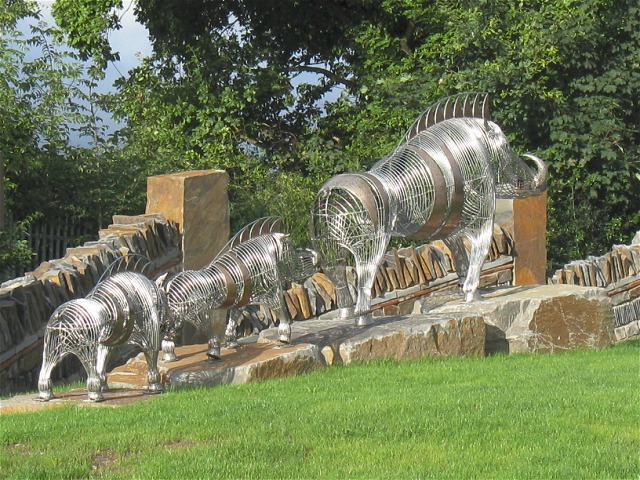
Y Twrch Trwyth. Современная скульптура работы Тони Вудмена в Амманфорде, Уэльс

В детском фэнтези Кэзы Кингсли «Пять волшебных кристаллов» (The Search for Truth, 2009) создаётся положительный образ Турха Труйта. По легенде, он родился человеком и стал великим королем Ирландии, но мойры разгневались на него и превратили в зверя. Он стал королём вепрей, гордым и благородным. Многие охотники преследовали его, чтобы добыть волшебные гребень и ножницы, но это удалось только Килуху. Предполагается, что вепрь сам позволил забрать герою предметы, так как почувствовал, что у того доброе сердце. Лишившись гребня и ножниц, он утратил свою магию, а с ней и жизненную силу. Килух же попросил могущественного друида уменьшить гребень и ножницы и вместе с клоком шерсти вепря поместить в крошечный сосуд, чтобы его можно было носить на цепочке на шее. Он велел сделать сосуд в виде вепря, чтобы почтить память Турха Труйта.
В подростковом фэнтези The Ballad of Sir Dinadan (2003) Джералда Морриса (Gerald Morris) из серии The Squire’s Tales даётся творческое переосмысление истории Килуха и Олвен. Герои должны принести девушке гребень, сделанный из щетины «великого кабана Торха Тройта, обитающего в лесах близ Карнарвона». Из всех связанных с охотой на Турха Труйта квестов, упоминаемых в тексте повести о Килухе и Олвен, Моррис добавляет в свой сюжет только два: преследование кабана невозможно без гончей Друдвина и охотника Мабона.
По наблюдению Тома Шиппи, эпизод толкиновского «Сильмариллиона», в котором описана охота Берена и Тингола на огромного волка Кархарота, опустошавшего Дориат, напоминает сюжет погони за Турхом Труйтом.
Турх Труйт появляется в качестве финального босса в летнем событии 2016 года мобильной игры Fate/Grand Order, где он выглядит как огромный робот-кабан в стиле стимпанк. Карточка Troynt, изображающая демонического вепря, присутствует в наборе Camelot ККИ Mitos y Leyendas (Myths and Legends).